# Рейнеке-лис (мультфильм)
«Рейнеке-лис» — полнометражный чёрно-белый кукольный мультфильм Владислава Старевича по мотивам известной французской средневековой сатирической эпопеи «Роман о Лисе». Для фильма, в частности, Старевич использовал версию Гёте (поэма «Рейнеке-лис» 1793 года).

## Сюжет
Мультфильм начинается со сцены того, как чья-то рука ставит обезьяну на стол с кинопроектором, которые она начинает крутить, после начальных титров другая обезьяна, в монашеском облачении, рассказывает краткую суть сюжета и открывает огромную книгу «Рейнеке-лис». На страницах книги оживают некоторые второстепенные персонажи, но видно, что сам Рейнеке проделал дырку в странице. После этого пролог заканчивается.
Весна. Звери решили отметить её пришествие и собрались в замке короля Нобля (льва). Но почему-то не пришёл Рейнеке-лис. Оказалось, что зимой он предложил своему противнику, волку Изенгриму, наловить и поесть рыбы. Рейнеке посоветовал Изенгриму сунуть хвост в прорубь, чтобы, по его словам, рыба ловилась. Но зимой стоял такой мороз, что прорубь замёрзла, и Изенгрим получил взбучку от озлобленных крестьян. Впоследствии, он притворяется монахом и в таком виде приходит в курятник, а затем обманом, втеревшись в доверие одной курице, съедает её, а затем и её цыплят, о чём докладывает её муж, петух Шантеклер, принеся в качестве доказательств останки своей жены; а также сильно изодрал уши фальшивящего зайца-хориста, учителем которого был переодетый в монаха Рейнеке. Нобль, узнав о злодеяниях Рейнеке, требует немедленного суда над ним, и посылает за ним своих ставленников — медведя Брюна и кота Гинце. Однако и Брюн, и Гинце, возвращаются ни с чем, и притом сильно избитыми: Брюна Рейнеке заколачивает в колоде с мёдом, в которую заманил, и после этого зовёт крестьян; а Гинце, пробравшись в склад дома попа, попадается в силки, и в итоге, после избиения, также лишается глаза. В итоге доставить Рейнеке к королю вызывается его племянник — барсук Гримбарт. Ночью перед днём отбытия Рейнеке во сне видится, как он во время рыцарского турнира побеждает Изенгрима. Воодушевленный Рейнеке приходит на королевский суд с надеждой, что его помилуют и оправдают. Но суд, несмотря на многочисленные оправдания Гримбарта, приговаривает Рейнеке к повешению. Уже на повешении Рейнеке раскаивается во всех грехах и рассказывает, что он зарыл клад, попутно поведав королю о планах Изенгрина, Брюна и Гинце узурпировать власть. Узнав об этом, Нобль заточает «заговорщиков» в темницу, освобождает Рейнеке и пускается в поиски клада, разумеется, ничего не найдя. Нобль решает взять замок Рейнеке — Малепартус/Мальпетрюи штурмом. Однако лис изо всех сил защищается от штурмующих, и спустя долгое время, осада завершается безрезультатно. За храбрость, проявленную при осаде и честность Нобль жалует Рейнеке чином первого министра.
Заканчивается фильм на поклоне Рейнеке и обезьяны у проектора, которую за ухо оттаскивает та же рука, что и в начале, и которая кладёт на стол табличку с надписью «Конец».

## Производство
Мультфильм был снят в 1929-1931 годах в качестве немого, съёмки продолжались на протяжении 18 месяцев. Сценаристом, помимо самого Владислава Александровича, выступила его дочь, Ирина, предлагавшая отцу идеи. Первоначально картина должна была быть сочетанием кукольной анимации и живой съёмки, однако от этой идеи пришлось отказаться. Тем не менее, куклы были изготовлены в расчёте на соседство с живыми актёрами (так, рост куклы Нобля достигает одного метра), а съемки были перенесены в новую, более просторную студию. Сам Старевич так описывал процесс производства мультфильма:

Теперь я кручу большой фильм «Рейнеке-лис», в две тысячи метров, по собственному сценарию, сделанному мною по различным источникам народного эпоса средних веков, независимо от поэмы Гете, в котором эпопея лиса развертывается на фоне рыцарской эпохи карточных королей, заточенных в башнях принцесс, менестрелей, монахов, шутов, турниров и прочего антуража далекого прошлого.
Ирина Старевич в этом фильме крутит некоторые сцены самостоятельно.

Этой работой, несмотря на ее трудность и сложность при синхронизации, я увлечен совершенно, и дай Бог, чтобы удалось закончить фильм монтировкой к весне 1930 года.— Ю.П. «Театр и жизнь», Париж, 1929, № 16.
Цит. по: Час волшебства. В студии Л. Старевича [публикация Н. Нусиновой] // Киноведческие записки. 2001. № 52.
Из-за повсеместного распространения звукового кинематографа к окончанию процесса съёмок с закупкой и прокатом мультфильма возникли большие трудности. Из-за этого мультфильм был озвучен на немецком языке и выпущен в прокат лишь в апреле 1937 года (премьера состоялась в Берлине), а затем дублирован на французский (кроме того, был записан новый саундтрек) и вышел на экраны 10 апреля 1941 года во Франции. Французская версия данного мультфильма, отреставрированная в 1989 году, издана на DVD.

## Художественные особенности
Из множества стихов оригинального романа для экранизации были выбраны наиболее универсальные и отражённые в фольклоре других народов.
В самом мультфильме отчётливо прослеживаются традиции русской театральной школы.
Несмотря на то, что большинство персонажей мультфильма — антропоморфные животные они, в отличие от мультфильмов Диснея, взаимодействуя по-человечески, сохраняют именно животную пластику. Куклы персонажей-людей, в отличие от кукол-животных, довольно малозаметны и невыразительны, появляясь лишь на общем плане. Ещё во время производства мультфильма Старевич в одном из интервью отметил, что «люди будут представлены как бы глазами животных. Естественно, что с точки зрения волка или лиса крестьянин — персонаж отрицательный». Также Старевич говорил:

Меня прельщает возможность использовать зверей на первом плане экрана, так сказать, «психологически» и дать им такую же фотогеничность, которой увлекают наши кинозвезды на экране зрителей, но техника съемки пластических масок моих макетов позволяет найти новые эффекты, которые не достигнуты еще настоящими, живыми киноактерами.— Ю.П. «Театр и жизнь», Париж, 1929, № 16.
Цит. по: Час волшебства. В студии Л. Старевича [публикация Н. Нусиновой] // Киноведческие записки. 2001. № 52.
Начальная и закрывающая сцены мультфильма были восприняты многими французскими зрителями в качестве отсылки на басню Флориана «Мартышка, показывающая китайские тени», где вместо кинопроектора был волшебный фонарь. С другой же стороны, представление действующих лиц в начале кинокартин было типичным приёмом в российском дореволюционном кинематографе, и вышеупомянутые сцены могут быть довольно иронической отсылкой как раз к нему.

## Критика
Среди картин, созданных Старевичем за границей, особого внимания заслуживает поставленный в 1937 году полнометражный фильм-памфлет «Рейнеке-Лис» (по Гёте), в котором он достиг такого совершенства в мимике и жесте, что эта картина и сейчас может служить высоким образцом профессионализма.— С. В. Асенин.
Близкий друг Старевича в эмиграции, Александр Куприн, так отзывался о мультфильме:

Когда же… пьеса готова и ее показывают на экране, то с удивлением видишь, как разрешилось вдруг колдовство, тяготевшее над уснувшими героями г. Старевича, и как они, внезапно пробудившись, зажили той таинственной чудной сказочной жизнью, которую мы в раннем детском возрасте так близко, так ярко знали и чувствовали у Перро, и Андерсена, и Мамина-Сибиряка.— Куприн А. Добрый волшебник. — «Театр и жизнь», 1936, N 1.
По мнению Михаила Ямпольского, Старевич мог опираться на работы иллюстратора и карикатуриста Жана Гранвиля, известного, помимо всего прочего, рисунками антропоморфных животных.